# Santiago Rodríguez (labdarúgó)
Santiago Rodríguez (Montevideo, 2000. január 8. –) uruguayi korosztályos válogatott labdarúgó, a brazil Botafogo középpályása.

## Pályafutása

### Klubcsapatokban
Rodríguez az uruguayi fővárosban, Montevideoban született. Az ifjúsági pályafutását a helyi Nacional akadémiájánál kezdte.
2019-ben mutatkozott be a Nacional első osztályban szereplő felnőtt csapatában. 2021-ben a Torquehez igazolt. 2021. június 1-jén másféléves kölcsönszerződést kötött az észak-amerikai első osztályban szereplő New York City együttesével. Először a 2021. június 20-ai, New England Revolution ellen 3–2-re elvesztett mérkőzés 89. percében, Alfredo Morales cseréjeként lépett pályára. Első gólját 2021. július 31-én, a Columbus Crew ellen hazai pályán 4–1-re megnyert találkozón szerezte meg. A lehetőséggel élve, 2023-ban az amerikai klubhoz írt alá öt évre. 2025 februárjában a brazil Botafogo szerződtette.

### A válogatottban
Rodríguez az U15-östől az U23-asig több korosztályos válogatottban is képviselte Uruguayt.

## Statisztikák
2024. augusztus 25. szerint
| Klub          | Szezon   | Osztály          | Bajnokság | Bajnokság | Kupa  | Kupa | Nemzetközi | Nemzetközi | Összesen | Összesen |
| Klub          | Szezon   | Osztály          | Meccs     | Gól       | Meccs | Gól  | Meccs      | Gól        | Meccs    | Gól      |
| ------------- | -------- | ---------------- | --------- | --------- | ----- | ---- | ---------- | ---------- | -------- | -------- |
| Nacional      | 2019     | Primera División | 22        | 6         | 1     | 0    | 6          | 0          | 29       | 6        |
| Nacional      | 2020     | Primera División | 19        | 5         | 0     | 0    | 5          | 2          | 24       | 7        |
| Torque        | 2021     | Primera División | 2         | 0         | 0     | 0    | 6          | 0          | 8        | 0        |
| Torque        | 2023     | Primera División | 1         | 1         | 0     | 0    | —          | —          | 1        | 1        |
| New York City | 2021     | MLS              | 25        | 4         | 0     | 0    | 1          | 0          | 26       | 4        |
| New York City | 2022     | MLS              | 35        | 4         | 3     | 1    | 5          | 2          | 43       | 7        |
| New York City | 2023     | MLS              | 31        | 5         | 1     | 0    | 3          | 2          | 35       | 7        |
| New York City | 2024     | MLS              | 25        | 8         | 0     | 0    | 4          | 3          | 29       | 11       |
| Összesen      | Összesen | Összesen         | 160       | 33        | 5     | 1    | 30         | 9          | 195      | 43       |

## Sikerei, díjai
Nacional
- Primera División
  - Bajnok (2): 2019, 2020

- Uruguayi Szuperkupa
  - Győztes (1): 2019
  - Döntős (1): 2020

 New York City
- MLS
  - Bajnok (1): 2021

- Campeones Cup
  - Győztes (1): 2022

 Botafogo
- Recopa Sudamericana
  - Döntős (1): 2025